# استفان استرانبرگ
استفان استرانبرگ (نروژی: Stefan Strandberg؛ زادهٔ ۲۵ ژوئیهٔ ۱۹۹۰) بازیکن فوتبال اهل نروژ است که در پست مدافع بازی می‌کند.
از باشگاه‌هایی که در آن بازی کرده‌است می‌توان به باشگاه فوتبال برینا، باشگاه فوتبال روزنبورگ، باشگاه فوتبال کراسنودار، و باشگاه فوتبال وولرنگا اشاره کرد.
وی همچنین در تیم‌های ملی فوتبال زیر ۲۱ سال نروژ و نروژ بازی کرده‌است.